# Markus Ambrosius
Markus Ambrosius von Brosenthal, auch Marcus Brosian (polnisch Marek Ambroży z Brosenthalu; * um 1530/35 in Neisse (Nysa), Fürstentum Neisse; † nach 1592) war ein deutscher Humanist und Frühparacelsist, der als Schriftsteller, Heraldiker, Kartograph, Montanunternehmer und Münzmeister tätig war.

## Leben
Markus Ambrosius von Brosenthal wurde in Neisse in eine deutschsprachige Familie geboren. Sein Vater hieß vielleicht Silvester Ambrosius, denn 1557 immatrikulierte sich ein „Ambrosius Siluestri Nissensis dioc. Vratislauiensis“ an der Universität Krakau. Allerdings wäre dann der Vorname des Studenten – anders als in der Matrikel sonst immer üblich – nicht genannt. Gegen ein so spätes Studium spricht auch, dass der Arzt, Dichter und spätere Paracelsus-Herausgeber Adam Schröter (* um 1525; † um 1572) dem jugendlichen Markus Ambrosius bereits um 1552/53 ein Gedicht Ad modestum Iuvenum Marcum Ambrosium Silesium widmete.

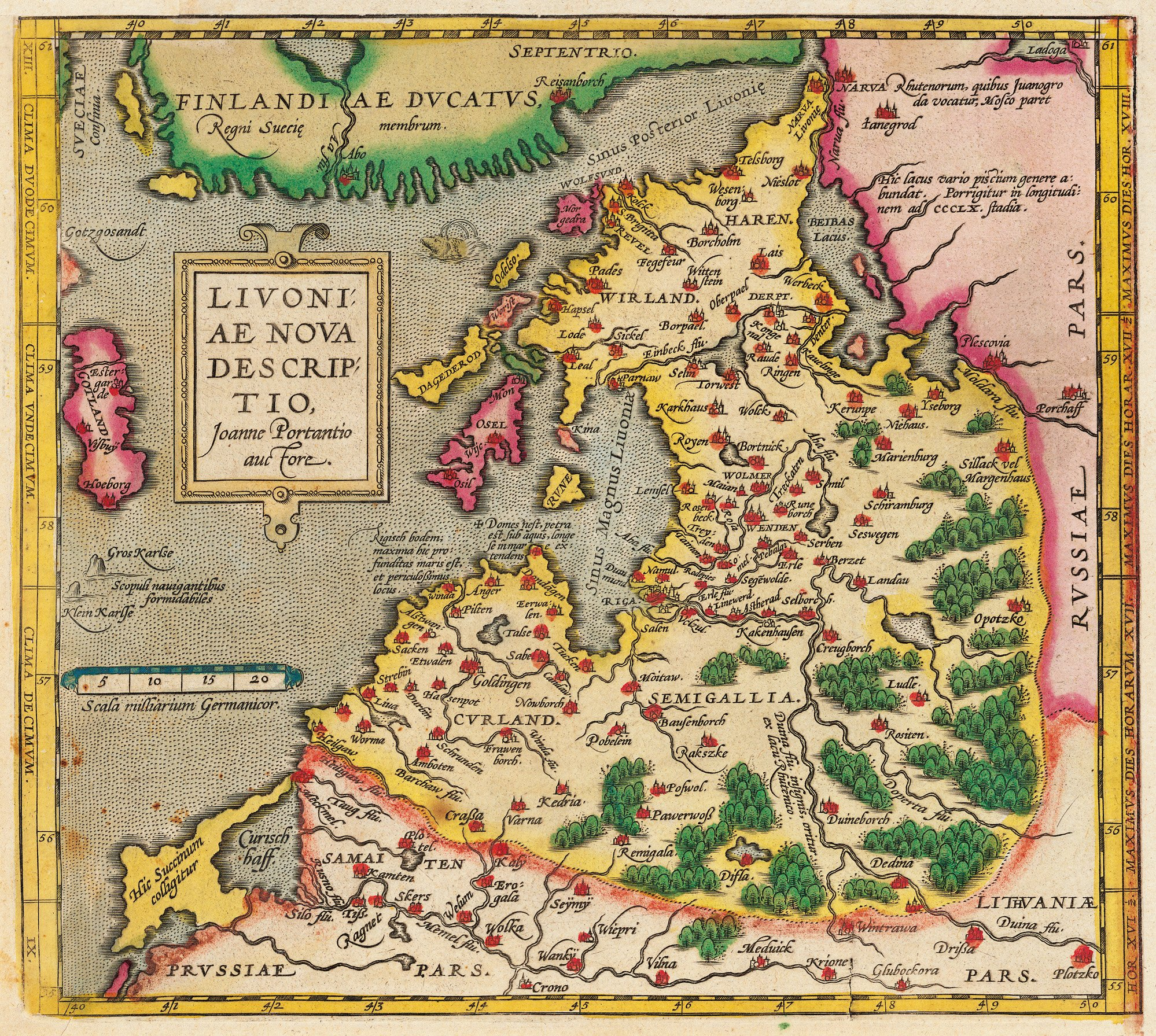
Karte von Livland von Johannes Portantius bei Abraham Ortelius (1572) nach älteren Kartographierungen von Markus Ambrosius und Caspar Henneberg

Nach dem Studium hat sich Markus Ambrosius einige Zeit in Danzig, im Baltikum und seit etwa 1561 bis mindestens 1563 in Antwerpen aufgehalten.

### Antwerpen: Publizistik im Livländischen Krieg
Nach einer Notiz des flämischen Geographen Abraham Ortelius (1527–1598) hat Ambrosius in Antwerpen als Erster eine Karte von „Livonien“ (Livland, Kurland und Estland) gezeichnet, die zwar nicht selbstständig veröffentlicht wurde, aber in zwei voneinander unabhängigen Nachzeichnungen in das „Theatrum orbis terrarum“ von Ortelius (Bearbeitung von Johannes Portantius) und in den Atlas „Speculum orbis terrarum“ des Gérard de Jode (* um 1508, † 1591) eingearbeitet worden ist.
1562 veröffentlichte Markus Ambrosius in Antwerpen das Wappenbuch Arma Regni Poloniae [= Wappen des Königreichs Polen]. Als Quellen benutzte er die Chronik des Konstanzer Konzils des Ulrich von Richental († 1437) und eine Handschrift des Jan Długosz (1415–1480). Die Wappen der autonom unter der polnischen Krone stehenden Gebiete des Königlichen Preußens sind nicht in dem Buch enthalten. Auf dem Frontispiz des Buches ist als Widmungsbild König Sigismund II. August von Polen (1520–1572) dargestellt.
Um 1563 schlug Markus Ambrosius in Antwerpen dem dortigen Buchdrucker Willem Silvius († 1580) die Gründung einer kyrillischen Druckerei („Ruthenia calcographia“) vor. Diese Schrift wurde zur Wiedergabe der ruthenischen Sprache im Großfürstentum Litauen verwendet. Ambrosius wirkte mit bei der Erstausgabe von Klemens Janickis (1516–1543) Vitae Regum Polonorum elegiaco carmino descriptae [= Lebensläufe der polnischen Könige, in einem elegischen Gedicht beschrieben], die Willem Silvius herausgab. Die Veröffentlichung, mit der eine polnisch-litauische königliche Ahnenreihe gewürdigt wurde, steht im Zusammenhang der Annäherung von Litauen und Polen in der Auseinandersetzung mit Russland im Livländischen Krieg, die 1569 zur Union von Lublin führte. Dieser Union gehörte dann auch das Königliche Preußen mit der Stadtrepublik Danzig an, der Ambrosius verbunden war.

### Herausgabe paracelsischer Schriften in Neisse
Aus der Zeit zwischen 1564 und 1567 sind einige Manuskripte mit Werken des Theophrastus Aureolus Bombastus von Hohenheim genannt Paracelsus (* um 1493; † 1541) erhalten, die sich heute in Bibliotheken in Görlitz, Wolfenbüttel, Erlangen oder München befinden und von ihrem Abschreiber mit dem Monogramm „M. B.“ unterzeichnet wurden. Es dürfte sich hierbei um „M[arcus] B[rosian]“ = Markus Ambrosius von Brosenthal handeln. 1566 gab Ambrosius in Neisse in der Offizin von Johannes Cruciger († verm. 1585) zwei Paracelsus-Drucke heraus. Die Erstherausgaben des Liber de nymphis mit De massa und der Meteora widmete er beide dem Danziger Bürgermeister Constantin Ferber (1520–1588) als seinem „Forderer“ (Mäzen). Der Arzt Laurentius Span von Spanow (1529/30–1575) aus Saaz (Žatec), ein gekrönter Dichter, erhielt von Markus Ambrosius ungedruckte Manuskripte des Paracelsus zu lesen, darunter die Schrift De urinarum et pulsuum judicis libellus, deren Herausgabe ihm Ambrosius gestattete. Span gab 1566 dieses Werk über Harnschau und Pulsdiagnose, eine Basler Vorlesung des Paracelsus von 1527, mit einer Widmung an Vratislav von Pernstein in Neisse heraus.

### Veröffentlichung der „Geschichte der Osmanen“
Markus Ambrosius von Brosenthal (Marcus Brosian) veröffentlichte 1567 unter dem Titel Chronica Oder Acta von der Türckischen Tyrannen herkommen vnd gefürten Kriegen eine deutsche Übersetzung der Schrift Taʾrīḫ-i āl-i ʿOṯmān (= Geschichte der Osmanen) des Muhyiddin Ibn-Alaeddin Ali El-Cemali (Muḥyi ʾd-Dīn Meḥmed b. ʿAlāʾ ad-Dīn ʿAlī al-Ǧamālīʾ; Mollâ Çelebî), die der Komtur der Johanniterkommende Glatz Hans Caudir († 1579) aus dem Türkischen angefertigt hatte. Ambrosius widmete seine Ausgabe den Herzögen Georg II. von Brieg (1523–1586) und Heinrich XI. von Liegnitz (1539–1588) als Neujahrsgabe.
Georg II. von Brieg hatte 1562 das Alaun- und Kupferwasser-Bergwerk und -Siedewerk bei Wohlau (Wołów) auf dem „Kuppertham“ erworben. Am 9. April 1567 erhielten Markus Ambrosius und Konsorten von dem Herzog einen „Muthzettel“ (bergrechtlichen Bewilligungsbrief) für den Abbau von „Rauchmineralien auf Salpeter, Alaun, Salz und wasserlei Art Gott der Allmächtige jetzt und künftiglich daraus zu machen verleihen möchte“ im Fürstentum Wohlau. Die in der Formulierung anklingende Suche nach neuen Verfahren der Transmutation zeigt alchemo-paracelsistisches Gedankengut.
Der Humanist Bartholomäus Scultetus (1540–1614) berichtet am 20. Juli 1569 in seinem Tagebuch (Diarium) von einem Treffen mit Markus Ambrosius und Adam Schröter, die ihm die von Schröter in diesem Jahr in Krakau herausgegebene lateinische Ausgabe von Paracelsus' Archidoxa mitbrachten, und am 7. März 1573 von einem Treffen mit Ambrosius und Caspar IV. von Schönberg (1526–1586) in Görlitz. Markus Ambrosius hatte möglicherweise auch Beziehungen zu dem Kaiserlichen Leibarzt, Chemiker und Paracelsisten Johann Scultetus Montanus (1531–1604) in Görlitz.

### Berghauptmann und Münzbeamter in Reichenstein

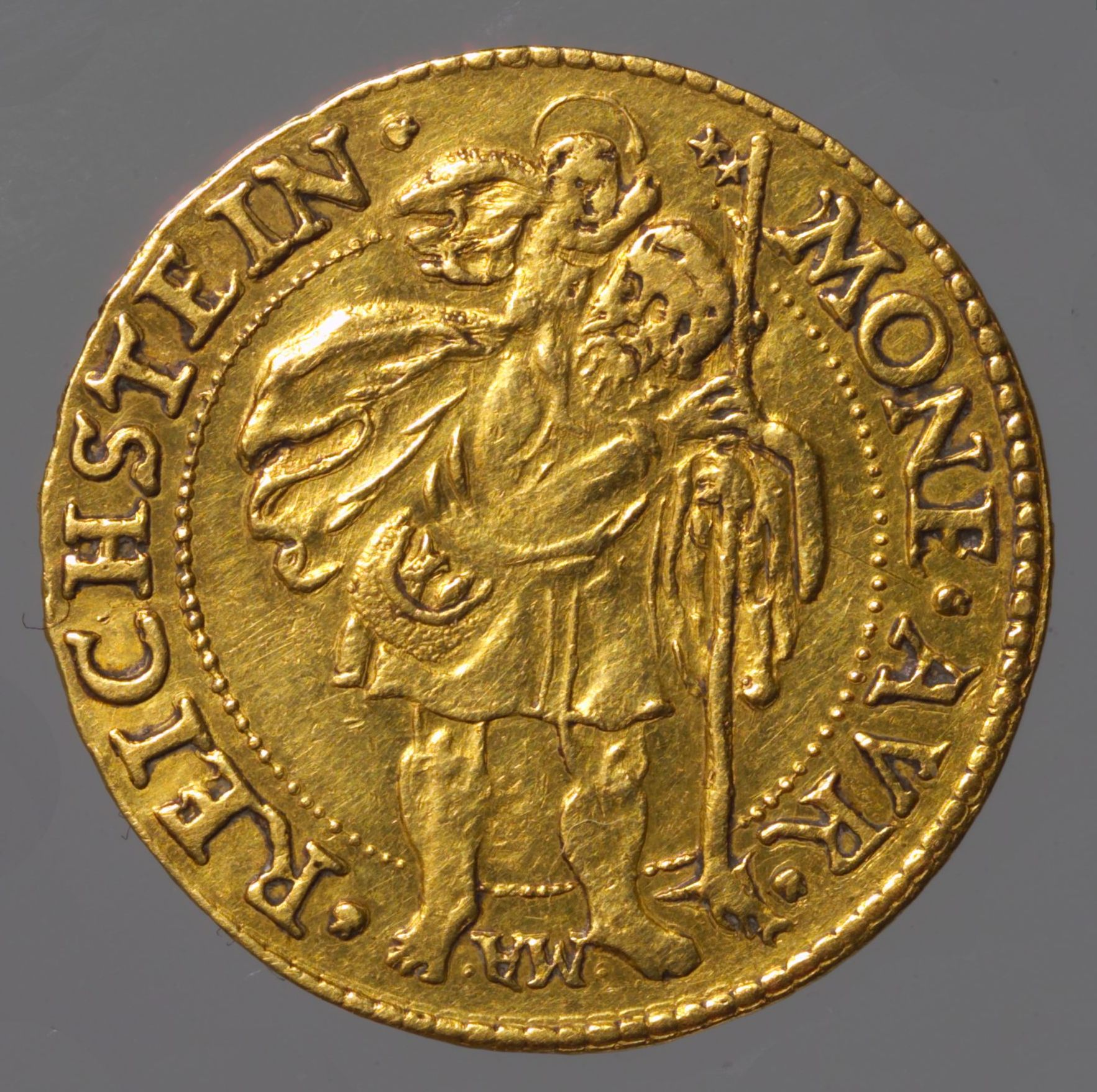
Goldmünze (Dukat) des Wilhelm von Rosenberg mit dem Münzmeisterzeichen „MA“, 1584

1581 bis 1592 war Markus Ambrosius von Brosenthal Reichensteiner Berghauptmann und oberster Münzbeamter des böhmischen Oberstlandeskämmerers Wilhelm von Rosenberg (1535–1592), der die Herrschaft Reichenstein (Złoty Stok) 1581 vom Herzog Heinrich III. von Münsterberg-Oels (1542–1587) erworben hatte. Wilhelm von Rosenberg war ein Förderer der sog. hermetischen Wissenschaften und der Alchemie.

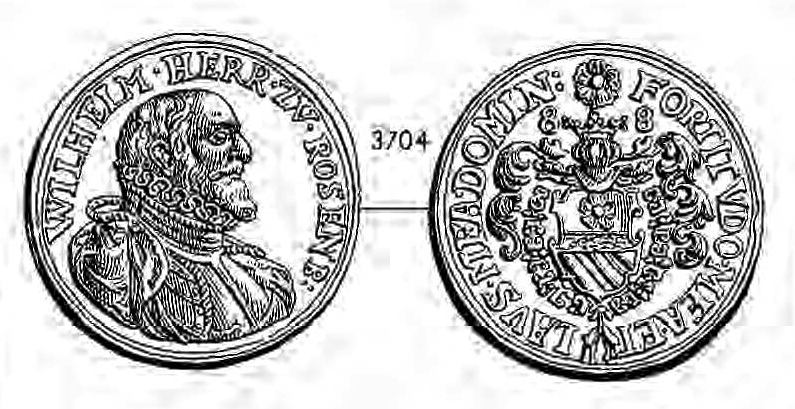
Silber-Medaille des Wilhelm von Rosenberg, 1588

1582 wurde mit der Prägung von Dukaten begonnen. Markus Ambrosius' Münzzeichen war ein aus den Buchstaben M und А zusammengestelltes Monogramm. Seine Münzmeister waren Adam Hartmann von Haugsdorf und Leesdorf und Valentin Harnisch († 1598), Münzstöcke und Obereisen lieferte der Münzgraveur Matthes Kauerhase († 1627) aus Breslau. 1585 erhielt Markus Ambrosius von Wilhelm von Rosenberg den Auftrag, den Breslauer Bischof Andreas von Jerin († 1596) über Angelegenheiten des Bergwesens in Reichenstein zu informieren. Ambrosius trat 1592 von seinem Amt zurück. Sein Nachfolger in Reichenstein war 1592–1596 der Münzverwalter Christoph Tuchmann († um 1610).

## Marek Ambrożewski aus Ostroróg
Nach einer älteren Theorie wurde Markus Ambrosius als Verfasser der Arma regni Poloniae mit einem gewissen Marek Ambrożewski, Formschneider aus Ostroróg in der Nähe von Posen, identifiziert. Dessen Nachkomme war vermutlich Matthias Ambroscius (Maciej Ambroski) (* um 1600; † 1646) aus Ostroróg, der (1620, 1622) am Gymnasium Schönaichianum in Beuthen (Bytom Odrzański) und (1626) am Gymnasium in Thorn (Toruń) war, 1627 Rektor in Ostroróg und 1632 Pfarrer der Böhmischen Brüder in Żychlin wurde.

## Werke
- Marcus Ambrosius: Arma regni Poloniae. o. O. o. J. [Aegidius Coppenius Diesth, Antwerpen 1562][13]
  - 2. Aufl. o. O. o. J. [s. n., Kraków (Krakau) um 1572] (Nachdruck (Faksimile) vorbereitet von Tytus Działyński,[41] hrsg. von Władysław Bartynowski, Krakau 1882) (Digitalisat der Bayerischen Staatsbibliothek München), (Google-Books)
  - 3. Aufl., Henri de Valois (als König von Polen-Litauen) gewidmet, o. O. o. J. [s. n., wahrscheinlich Paris 1573/74][42]
- Markus Ambrosius (Hrsg.): Ex libro de Nymphis, Sylvanis, Pygmaeis, Salamandris, & Gigantibus &c. Item Von der Massa auß welcher der Mensch geschaffen worden. Theophrasti Paracelsi Philosophi & Medici incomparabilis. Johannes Cruciger, Neisse 1566 (Digitalisat; djvu-Format bei Śląska Biblioteka Cyfrowa - Schlesische Digitale Bibliothek)
  - (Nachdruck) Arnold Birckmann Erben, Köln 1573
- Markus Ambrosius (Hrsg.): Meteora Theophrasti Paracelsi von Hohenheim, beider Artzney Doctoris. Johannes Cruciger, Neisse 1566
  - (Nachdruck) Das Buch Meteororum, des Edlen und Hochgelerten Herrn Avreoli Theophrasti von Hohenheim, Paracelsi genant, beyder Artzney Doctoris. Arnold Birckmann Erben, Köln 1566 (Google-Books)
- Marcus Brosian (Hrsg.): Chronica Oder Acta von der Türckischen Tyrannen herkommen vnd gefürten Kriegen aus Türckischer Sprachen vordeutschet von Hans Caudier Spiegel genandt. Vorhin nie in Druck ausgangen. Johann Eichorn, Frankfurt an der Oder 1567 (Digitalisat der Österreichischen Nationalbibliothek Wien)